# Tarnation
Série
Walk Away Renée!
(2011)
Pour plus de détails, voir Fiche technique et Distribution.
Tarnation est un film collage documentaire autobiographique de Jonathan Caouette, sorti aux États-Unis en 2003, en France en 2004.

## Synopsis
Tarnation est l'autoportrait de Jonathan Caouette, 31 ans, qui dès l'âge de 11 ans décide de filmer la vie chaotique qu'il mène dans une famille texane, à Houston. Tourné en Super 8, VHS, et DV, accompagné de messages enregistrés sur répondeur.
Tout commence lorsque Jonathan apprend par son répondeur que sa mère vient de faire une surdose de lithium. Bouleversé, Jonathan se souvient de son passé.
Fils de la jolie Renée, et d'un père qu'il n'a que peu connu, allant de familles d'accueil aussi étranges les unes que les autres, il est finalement accueilli par ses grands-parents. Pendant ce temps, sa mère, atteinte de problèmes psychiques, alterne les séjours en hôpital psychiatrique, où soignée à coup d'électrochocs, elle plonge tout en entraînant son fils.
Ce film dénonce également les principes fondamentaux absurdes de l'Amérique, comme les préjugés sur l'homophobie, dont Jonathan est victime.
Grâce à la force de l'amour, et à son nouvel entourage, Jonathan arrive à s'en sortir et à devenir ce qu'il est aujourd'hui.

## Fiche technique
- Titre : Tarnation
- Titre original : Tarnation
- Réalisation : Jonathan Caouette
- Scénario : Jonathan Caouette (tourné sans scénario)
- Dialogues : Jonathan Caouette, Gus Van Sant, Stephen Winter
- Production :Jonathan Caouette
- Budget : 218,32 $
- Musique : John Califra, Max Avery Liechtenstein et Stephen Mer
- Montage : Jonathan Caouette
- Pays d'origine :  États-Unis
- Format : 1.85:1 - Couleur et N&B - Mono et Dolby SR - Super-8, VHS, DV
- Genre : Autobiographique, romance, Underground
- Durée : 90 minutes
- Date de sortie : 10 novembre 2004

## Distribution
- Jonathan Caouette
- Renée LeBlanc
- David Sanin Paz
- Rosemary Davis
- Adolph Davis

## À propos du film
- Tarnation a été présenté au Festival du film de Sundance, au Festival de Cannes dans le cadre de la Quinzaine des Réalisateurs et a remporté le Grand Prix au Festival de Los Angeles.
- Le film a impressionné Gus Van Sant. Ce sont John Cameron Mitchell (producteur exécutif de Tarnation) et Stephen Winter (producteur du film) qui ont montré une première version du film à Gus Van Sant.
- Le mot tarnation est un juron, la version déformée et euphémisée du juron damnation ou darnation, peut-être influencé aussi par un autre juron euphémisé, tarnal (eternal).
- Le titre Tarnation est une anagramme du nom de famille de Quentin Tarantino. Cependant, Jonathan Caouette a affirmé que l'anagramme était involontaire[1].

## Bande originale
En plus de musiques originales composées par  John Califra et Max Avery Liechtenstein, la bande originale contient de nombreuses chansons, entre autres interprétées par Low (Laser beam, Embrace, Back home again), Glen Campbell (Wichita lineman), Iron and Wine (Naked as we came), Lisa Germano (Reptile), The Cocteau Twins (Ice pulse), The Chocolate Watchband (It's all over now baby blue, reprise de Dylan), The Magnetic Fields ( Strange powers), Mark Kozelek (Around and around), Marianne Faithfull (The Ballad of Lucy Jordan)...

## Distinctions et récompenses
- Prix du Meilleur film étranger en 2005 au Festival de Wrocław.